# Axayacatl

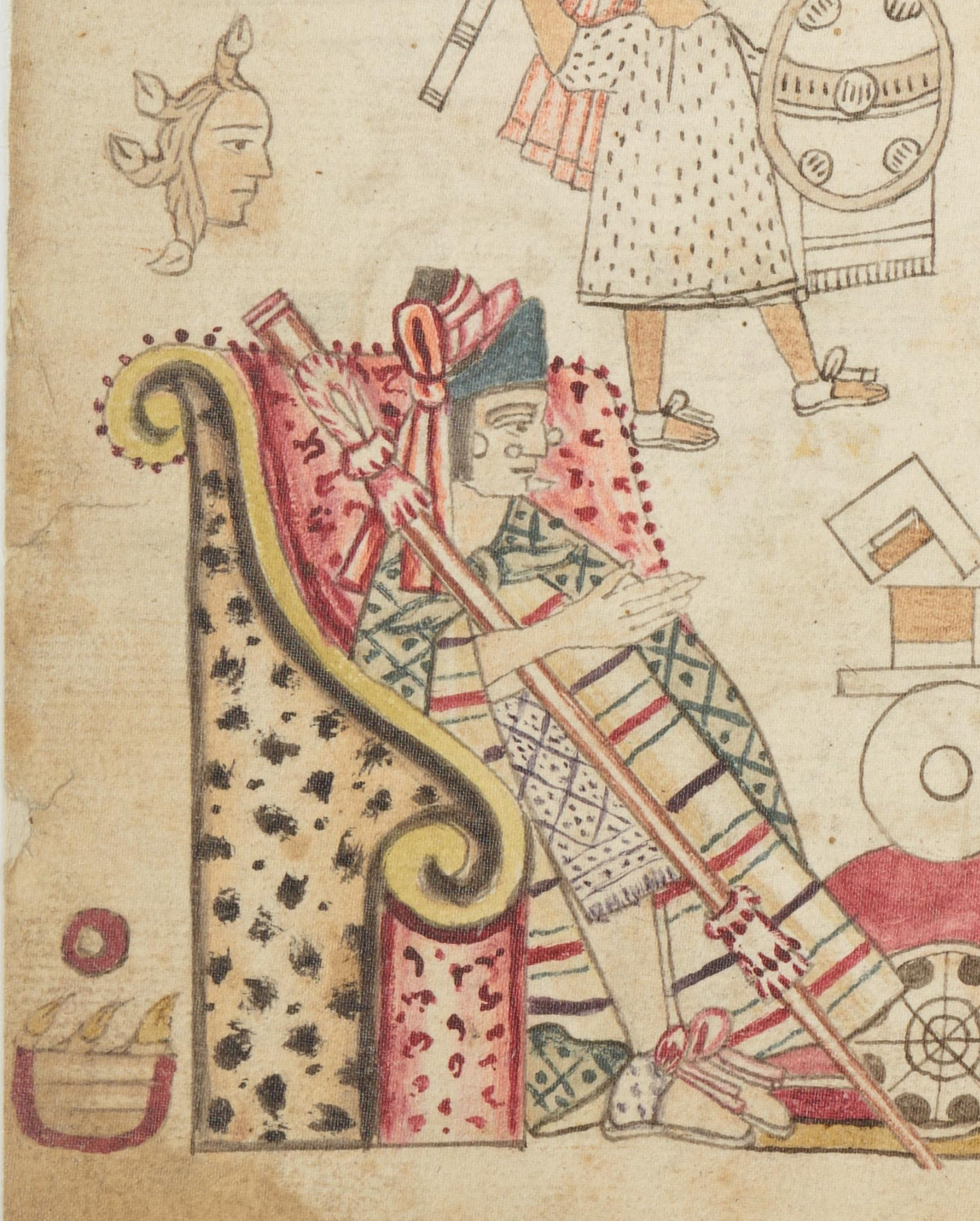
Bild des Axayacatl im Codex Azcatitlán

Axayacatl (Nahuatl für ‚Wassergesicht‘) († 1482) war von 1469 (möglicherweise erst 1471) bis 1482 Herrscher über die aztekische Stadt Tenochtitlán. Er war der Sohn von Tezozómoc, dem Sohn des Itzcóatl (nicht zu verwechseln mit dem gleichnamigen tepanekischen Fürsten), und Atotoztli, der Tochter seines Vorgängers Moctezuma I.
Über Axayacatls Jugend ist nur wenig bekannt. Als 1469 Moctezuma I. starb, musste ein neuer Herrscher bestimmt werden. Nach erbittert geführten Debatten einigten sich die Parteien schließlich auf den gerade 19 Jahre alten Axayacatl; möglicherweise weil er der von Tlacaélel favorisierte Kandidat war, des Stellvertreters (Cihuacóatl) von Moctezuma I. Es existieren jedoch Quellen, die für die Zeit vor der Wahl von einer zweijährigen Herrschaft von Atotoztli und Tezozómoc sprechen, somit ist der exakte Zeitpunkt der Thronbesteigung Axayacatls nicht gesichert.
Auch über sein weiteres Leben gibt es nicht viele sichere Fakten. So ist unklar, ob er nach seiner Inthronisation einen von seinem Vater begonnenen Feldzug gegen die am Golf von Mexiko gelegene Stadt Cuetlaxtlán weiterführte oder mit seinen Kriegern in Richtung Tehuantepec und Huatolco an der Pazifikküste zog. Danach wandte sich Axayacatl gegen Tlatelolco, die Nachbarstadt Tenochtitláns. Vermutlich waren dynastische Streitigkeiten und die große wirtschaftliche Bedeutung der Nachbarstadt der Anlass für diesen Konflikt. Der Widerstand Tlatelolcos konnte schnell gebrochen werden. Ihr Herrscher Moquilhuix fiel im Alter von 70 Jahren im Zweikampf mit Axayacatl, der die Stadt nach der Eroberung von Militärgouverneuren verwalten ließ.
Später führte Axayacatl einen Feldzug gegen die Siedlungen im Tal von Toluca, um dem westlich von Tenochtitlán gelegenen erstarkenden Reich der Tarasken zu begegnen. Von dort aus begann ein direkter Vorstoß gegen die Tarasken, der jedoch in einer für die Azteken vernichtenden Niederlage endete; doch konnte ein Gegenstoß nach Toluca noch aufgehalten werden. Das Gleichgewicht der Mächte blieb im Großen und Ganzen bis zur Ankunft der Spanier bestehen, da keine Seite in den folgenden Jahren einen weiteren ernsthaften Kriegszug begann.

Die Expansion der aztekischen Herrschaftsbereich im 15. bis zum Beginn des 16. Jahrhunderts unter den einzelnen Regenten.
Itzcóatl (1427–1440)
Moctezuma I. (1440–1469)
Axayacatl (1469–1481)
Tízoc (1481–1486)
Ahuízotl (1486–1502)
Moctezuma II. (1502–1519)

Axayacatl starb 1482 im Alter von nur 30 Jahren. Sein Nachfolger war sein älterer Bruder Tízoc; seine Söhne Moctezuma und Cuitláuac wurden später ebenfalls Herrscher über Tenochtitlán.